# Агадир–Аль Массира (аэропорт)
Аэропорт Агадир — Аль Массира (араб. مطار المسيرة‎; фр. Aéroport Al Massira; (ИАТА: AGA, ИКАО: GMAD)) — международный аэропорт, обслуживающий Агадир, крупный город на юго-западе Марокко, столицу региона Сус-Масса. Аэропорт расположен в коммуне Темсия, в 20 км к юго-востоку от центра Агадира. В 2007 году международный аэропорт Аль-Массира обслужил 1 502 094 пассажира. В последующие годы Агадир и его туризм процветали: в Аль-Массиру открылись новые рейсы из аэропортов Великобритании и Ирландии.

## Инфраструктура

### Взлетно-посадочная полоса и перрон
Взлетно-посадочная полоса имеет номер 09/27 и размеры 3200 × 45 метров. Аэропорты способен принимать самолеты размером до Boeing 747. Аэропорт имеет сертификат ILS класса II и использует следующие радионавигационные средства: VOR – DME – 2 ПРС.
Парковка имеет размеры 170 000 м2, что дает возможность разместить до десяти Boeing 737 и трех Boeing 747.

### Терминал
Общая площадь терминала составляет 26 550 м2, а проектная пропускная способность - 3 миллиона пассажиров в год. Есть один большой зал ожидания, разделенный на две части для обеспечения внутренних рейсов (без таможни) и международных рейсов. Пассажиры, летящие в Касабланку стыковочным международным рейсом, могут пройти паспортный контроль в Агадире, чтобы сэкономить время на пересадку в аэропорту Касабланки. Агадир — один из шести аэропортов Марокко, где ONDA предлагает свой специальный VIP-сервис «Salon Convives de Marque».

## Авиакомпании и направления
Следующие авиакомпании выполняют регулярные и чартерные рейсы из аэропорта Агадира:
↑  Данный рейс выполняется через аэропорт Марракеша. Однако, авиакомпания не имеет право на перевозку пассажиров только между Марракешем и Агадиром.

## Статистика
Статистика в аэропорту Аль-Массира по данным ONDA:
Данные из запроса в Викиданные.
|                | 2016      | 2017      | 2018      |
| -------------- | --------- | --------- | --------- |
| Пассажиропоток | 1,334,173 | 1,544,244 | 1,922,344 |

|                    | 2010      | 2009      | 2008      | 2007      | 2006      | 2005      | 2004      | 2003    | 2002    |
| ------------------ | --------- | --------- | --------- | --------- | --------- | --------- | --------- | ------- | ------- |
| Воздушное движение | –         | –         | 12,618    | 14,161    | 15,221    | 14,418    | 13,441    | 12,670  | 12,805  |
| Пассажиропоток     | 1,627,485 | 1,456,217 | 1,455,194 | 1,502,094 | 1,433,353 | 1,315,752 | 1,160,127 | 975,181 | 934,433 |
| Грузопоток (тонн)  | –         | –         | 1,165.8   | 1,145.4   | 589.6     | 714.1     | 1,723.4   | 1,328.1 | 1,708.7 |

## Авиакатастрофы и происшествия
- 21 августа 1994 года ATR-42 Royal Air Maroc разбился примерно через десять минут после взлета из аэропорта Агадира. Все находившиеся на борту 44 пассажира и члены экипажа погибли. Предполагается, что авария по причине самоубийства пилота.